# Páter Béla
Páter Béla (Eperjes, 1860. szeptember 4. – Kolozsvár, 1938. június 21.) erdélyi magyar botanikus, gyógynövénykutató, ő hozta létre a világ legelső gyógynövénykutató állomását.

## Életútja
Ősrégi szepesi család sarja. Elődei a XVI. század óta Lőcsén laktak. Apja, Páter Károly Lőcsén törvényszéki bíró, anyja, Fornét Antónia, a strázsai (michelsdorfi) evangélikus lelkész leánya. Páter Károly és családja csupán egy évig, 1860-ban tartózkodott Eperjesen, ekkor született hetedik, egyben utolsó gyermekként Béla. 1861-ben a család újra Lőcsére került, Páter Béla itt végezte elemi és középiskolai tanulmányait.
A Budapesti Tudományegyetemet és a Királyi József Műegyetemet látogatva szerzett természetrajz- és földrajzszakos középiskolai tanári oklevelet (1883). Pályáját a Műegyetem növénytani tanszékén kezdte, majd rövidesen a Kassai Gazdasági Tanintézet növénytani tanárának nevezték ki.
1893-ban áthelyezték a Kolozsmonostori Gazdasági Tanintézethez (amelyet a későbbiekben Gazdasági Akadémiává szerveztek át). Tulajdonképp helycsere történt, ugyanis Páter Béla elődjét, Szaniszló Albertet az ő helyébe, a kassai tanintézethez helyezték.
1893–1912 között a kolozsvári Állami Vetőmagvizsgáló Állomás vezetőjeként a lóheremag tisztításának és arankamentesítésének az úttörője.
1900-ban részt vett Magyarország küldöttségében a párizsi világkiállításon, ahol munkásságát és gyógyteáit aranyéremmel jutalmazták.
1904-től gyógynövény-termesztési kísérleteket folytatott, ebből a magból fejlődött ki Kolozsváron a világ legelső gyógynövény-kísérleti állomása, ennek igazgatója volt 1931-ig. Gyógynövény-botanikus kertet létesített, vegyi laboratóriumot szervezett a hatóanyag-tartalom meghatározására. Nem kevesebb, mint 136 fajjal kísérletezett, a legtöbbnél első ízben ő közölt adatokat a termesztésbevonás lehetőségeiről és a terméshozam gazdasági vonatkozásairól. Műtrágyázási kísérletei úttörő jelentőségűek.
1906-ban a Kolozsvári Ferenc József Tudományegyetemen megszerezte a „növénymorfológia és -ökológia tudományok magántanára” képesítést; disszertációja: Paszulybetegségek. 1907-ben az egyetem magántanára lett. 1920-ig a gyógyszerészhallgatóknak gyógynövényismeretet adott elő.
1910-ben kinevezték a Gazdasági Akadémia igazgatójának. 1913–1914 között a Kolozsvári Ferenc József Tudományegyetem növénytani tanszékének ideiglenes vezetője volt – erről a tisztségéről lemondott Győrffy István javára, hogy folytathassa tanári munkáját a Gazdasági Akadémián és gyógynövény-kutatásait.
1920-ban, a hatalomváltozás után a Magyar Földművelési Minisztérium felajánlotta Páter Béla számára a Budapesti Kertészeti Tanintézet igazgatói állását, de ő választott hazájában, Kolozsváron maradt, Farkas Árpáddal együtt – a többi tanár Magyarországra távozott. A következő évben, 1921-ben viszont kénytelen volt megválni a Gazdasági Akadémia igazgatóságától és tanári katedrájától.
1922-től Martinovici Constantin újonnan kinevezett rektor mellett, ha nem is hivatalosan, de ügyvezető társrektorként működött, és 1931-es nyugdíjazásáig megmaradt a gyógynövény-kísérleti állomás vezetőjének.
A Mezőgazdasági Főiskola centenáriumi kiadványa és az Agrártudományi és Állatorvosi Egyetem 2004-es (a 135 éves évfordulóra kiadott) kötete tanúsága szerint az 1928–1938-as időszakban az intézet tanáraként működött. A román kormány több magas kitüntetéssel ismerte el munkásságát.
1938. június 21-én halt meg Kolozsváron, a Házsongárdi temető lutheránus temetőkertjében temették el.
Gyermekei közül Páter Károly (1900–1964) agrokémikus, mezőgazdász, akadémiai és egyetemi tanár, a Talajtani és Agrokémiai Kutatóintézet megszervezője és igazgatója, az Agrártudományi Egyesület alapító elnöke; 1949–1964-ben a Gödöllői Agrártudományi Egyetem tanszékvezető egyetemi tanára, majd rektora is volt 1951–1955 között.

## Munkássága

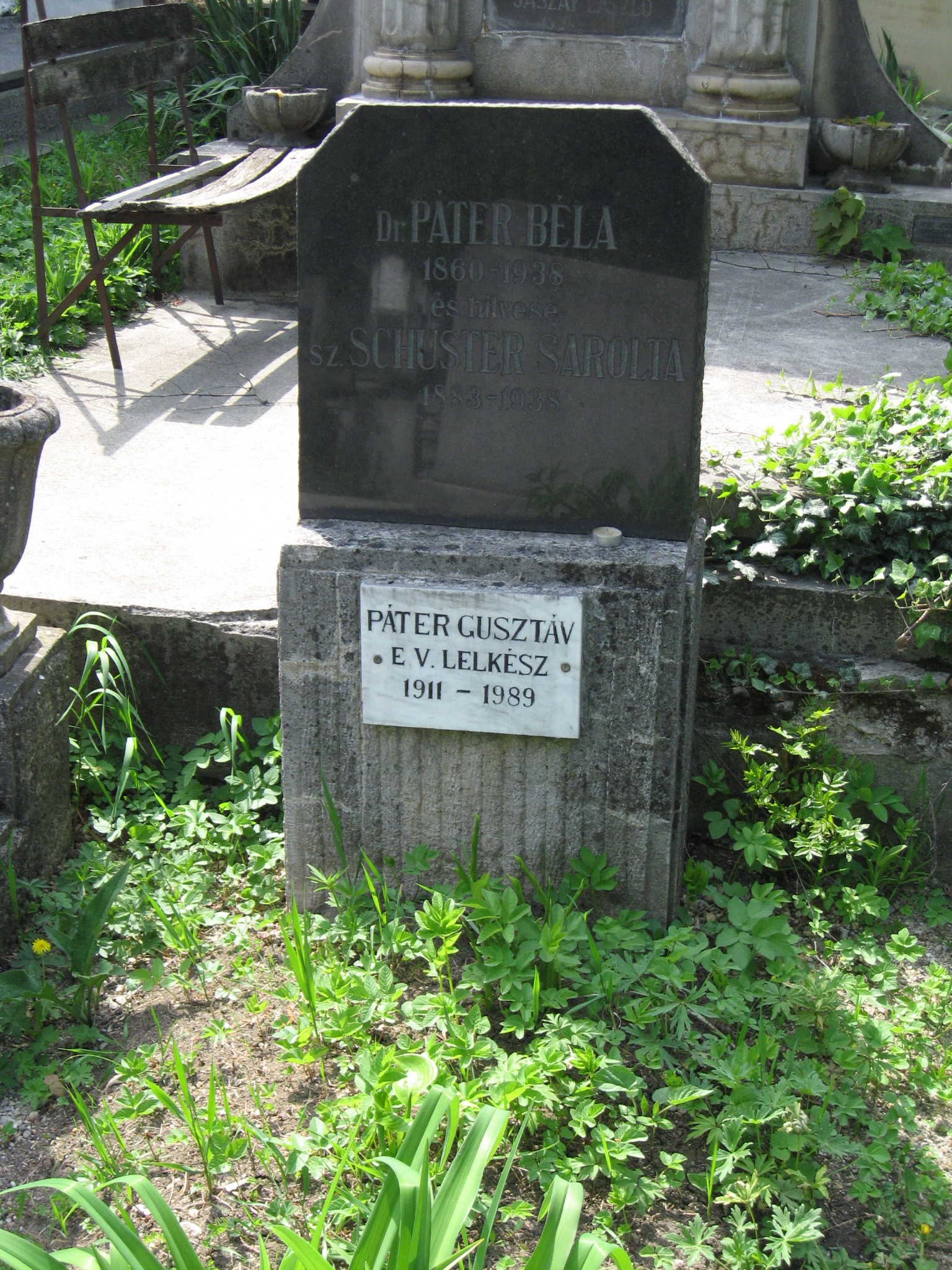
Sírja a Házsongárdi temetőben

Első cikkeit főnöke és tanára, a szintén szepességi Klein Gyula botanikus professzor buzdítására írta.
Kassai tartózkodása idején több szakmai egyesületnél vállalt feladatot: titkára volt a Felső-Magyarországi Kertészeti Egyesületnek, a kassai Állatvédő Egyesületnek és a Magyarországi Kárpát Egyesület kassai szakosztályának. Ebben az időben hallgatói számára megszerkesztette Gazdasági Növénytani Vezérfonal c. kurzusát, ezenkívül több, mint száz írása jelent meg a korabeli szaklapok – a Természettudományi Közlöny, Köztelek, Mezőgazdasági Szemle és Gyakorlati Mezőgazda – hasábjain.
Kolozsvári tanárkodása idején kutatói és szakírói tevékenysége hangsúlyosabbá vált. 1895-ben megjelent a Népszerű gazdasági növénytan az alsófokú gazdasági iskolák számára című tankönyve, valamint A gabonafélék, a burgonya és a szőlő legfontosabb gombabetegségei című szakkönyve. Egy év múlva tette közzé Állattan földművesiskolák számára című tankönyvét, amely a Földművelésügyi Minisztérium pályázatán első díjat nyert. 1902-ben megjelent az akadémiai hallgatók számára készült Gazdasági növénytan első kötete, a második kötet 1908-ban látott napvilágot.
A gyógynövényekről első írása 1905-ben jelent meg, ezután cikkeinek többségében a gyógynövények leírásával, gyógyhatásuk ismertetésével foglalkozott. A kék iringó, a gyöngyajak, a fillérfű az ő cikkei alapján került be a jelenkor gyógynövényeinek sorába. Egyaránt foglalkozott a vadon termő gyógynövényekkel és a termesztett fajokkal. 
Közölt a Mezőgazda, Gazdasági Lapok, Kísérletügyi Közlemények, Mezőgazdasági Szemle, Gyógyszerészeti Értesítő, Gyógyszerészeti Közlöny, Erdélyi Gazda című folyóiratokban, a román nyelvű Buletinul Agriculturii mezőgazdasági értesítőben, valamint külföldi, német és francia lapokban. A Páter nevéhez fűződik a kolozsvári egyetem román nyelven megjelenő időszakos lapjának (Buletinul de informații al grădinii botanice și al muzeului botanic) a szerkesztése.
Páter Béla Európa-szerte, sőt a tengeren túl is elismert botanikus és gyógynövényszakértő volt. Az általa alapított Kolozsvári Gyógynövénykísérleti Állomás mintájára hozták létre később, az akkori Ausztria területén, Bécsben és Prágában, majd a Trianon utáni Magyarországon a hasonló rendeltetésű intézményeket.
A Páter Béla vezetésével végzett kutatások: 8 mentafaj, 11 olajrózsa-faj; meghonosították a bolgár és francia olajrózsát, az angol, francia levendulát, a Mitcham és a japán mentát, a kínai rebarbarát. Kutatták a gyógynövények betegségeit és azok leküzdési módjait. Új specieseket honosítottak meg, magas illóolaj-tartalmú, minőségi fajokat. 
Az 1920–1921-es román agrárreformot követően az állam szorgalmazta a gyógynövények termesztését a kisebb gazdaságokban és a vadontermők gyűjtését. A Gyógynövénykísérleti Állomáson bemutatóparcellákat hoztak létre, Páter Béla Erdély-szerte tanfolyamokat szervezett, szakismereteket tartalmazó füzeteket és egyéb népszerűsítő kiadványokat szerkesztett a gazdák számára. A felvásárolt gyógynövényt belföldön és külföldön értékesítették. 1932-ben megalakította a Cooperativa Adonis nevű gyógynövénygyűjtő és -értékesítő szövetkezetet. Gyógynövény-készítményei közül igen jelentősek voltak az ő nevével fémjelzett („Prof. dr. Páter-tea” gyógyszertári névvel forgalmazott) teakeverékek, ezek Európában is közismertek voltak.
Nagyszerű tanár volt. Tanítványai közül többen is folytatták a gyógynövényekkel való foglalkozást – kiemelendő Bodor Kálmán és ifj. Gidófalvi István munkássága.
Egykori munkatársai közül Kopp Elemér biztosította gyógynövénykutató iskolájának folytatását, őmellette olyan jeles tudósok nőttek fel, mint Rácz Gábor, Rácz-Kotilla Erzsébet, Csedő Károly és mások.
Páter Béla számottevő közéleti tevékenységet fejtett ki. Elsőként vezette be a védnöksége alatt álló iskolákban a rendszeres iskolai tejszolgáltatást. Az 1920-as években újraszervezte a háborúban megsemmisült erdélyi méhészgazdálkodást.
Az Erdélyi Gazdasági Egyletben előbb igazgató-választmányi, 1925-től tiszteletbeli tag. Az Erdélyi Múzeum-Egyesületnek választmányi tagja volt, majd Szádeczky-Kardoss Gyula halála után az egyesület Természettudományi Szakosztályának elnöki tisztét töltötte be. Az Erdélyi Kárpát-Egyesületnek választmányi tagja, majd elnöke. Kolozsvár szabad királyi város törvényhatósági bizottságának tagja és a város gazdaságait ellenőrző bizottság elnöke – utóbbi minőségében egészen 1915-ig élénk működést fejtett ki. Éveken keresztül presbitere volt a kolozsvári ágostai evangélikus egyháznak, 1925-ben főgondnokká választották. A Kolozsvárt élő szepességieket Fábry Viktor evangélikus lelkésszel összetoborozta, és Scepusia néven kis társasággá szervezte.
Sokat járt botanizálni a kolozsvári Bükk-erdőbe, az Erdélyi Kárpát-Egyesület (EKE) Erdély című folyóiratában ismertette az erdő növényvilágát. Az általa annyiszor bejárt útszakasznak az EKE vezetősége a Páter-út nevet adta, szintén őróla nevezték el a Bükkben a Páter-tetőt és a Páter-forrást.

## Főbb művei
- Növénytan (fordították Páter Béla és Lasz Samu, Budapest, 1884.)
- A gazdasági növénytan vezérfonala (Kassa, 1890.)
- A legfontosabb pázsitfélék gyakorlati ismertetése (Kassa, 1891.)
- A Peronospora viticola és a black-rot (Kassa, 1892.)
- A vetések kifagyásáról (Kassa, 1893.)
- Népszerű gazdasági növénytan alsófokú gazdasági iskolák számára (Kolozsvár, 1895.)
- A gabonafélék, a burgonya és a szőlő legfontosabb gombabetegségei (Kolozsvár, 1895., 5. kiadás 1911.)
- Gazdasági állattan földmívesiskolák számára (Kolozsvár, 1896.)
- A haltenyésztésről (Kolozsvár, 1897.)
- Vetőmag eltartása és a magtárban kárt tevő állatokról (Kolozsvár, 1899., 4. kiadás 1911.)
- A házi állatok fontosabb élősködői (Kolozsvár, 1899., 2. kiadás 1904.)
- Ásványtan és geológia tanuló gazdák számára (Budapest 1899., 2. kiadás Kassa, 1913.)
- Gazdasági Növénytan I. A virágtalan növények ismertetése, különös tekintettel termesztett növényeink betegségére (Kolozsvár, 1902.)
- Gazdasági Állattan. A gazdaságra káros és hasznos állatok ismertetése Földmívesiskolák (esetleg gazdasági taniskolák) számára (Kassa, 1905.)
- A vadon termő gyógynövények, valamint a gazdasági melléktermékek gyógyszertári értékesítésének rövid ismertetése (Budapest, 1906., 4. kiadás 1912.)
- A gyógynövények termesztése (Kolozsvár, 1906.)
- Növényboncz-, alak- és élettan gazdasági akadémiai hallgatók számára (Kassa, 1907.)
- Gazdasági Növénytan II. A virágos növények ismertetése (Kassa, 1908.)
- Rövid útmutatás a vadon termő gyógyító növények gyűjtésére (Kolozsvár, 1908., 2. kiadás 1911.)
- Milyen gyógynövényeket termesszen a kisgazda? (Budapest, 1909.)
- Die Heilpflanzenversuchsanstalt der landwirtschaftlichen Akademie in Kolozsvár (1914–1918.)
- La culture des plantes médicinales en Hongrie (1914.)
- A gyógynövénytermesztés rövid foglalatja (Kolozsvár, 1924.)
- La culture des plantes médicinales en Roumanie (Bukarest, 1925.)
- Prof. Dr. Páter újabb gyógyító teái és azok használata (magyar, német, román és orosz nyelven, Brassó, 1925.)
- Cultura mătrăgunei (A nadragulya termesztése, Bukarest, 1925.)
- Cultura plantelor medicinale (Gyógynövénytermesztés, 1926.)
- Plantele medicinale sălbatice (Vadon termő gyógynövények, 1927.)
- A gyümölcsfák téli ápolásáról (Nagyvárad, 1928.)
- A gyümölcsfák betegségei és ellenségei, valamint a gyümölcsfák terméketlenségének okai (Kolozsvár, 1929.)
- Plantele noastre medicinale (Gyógynövényeink. Termesztés és gyűjtés. Potlog A.S.-val közösen, Kolozsvár, 1936.)
- Csodahatású gyógynövények (Kolozsvár, 1932.)